# ماری-فلورنس کونداسمی
ماری-فلورنس کونداسمی (فرانسوی: Marie-Florence Candassamy‎؛ زادهٔ ۲۶ فوریهٔ ۱۹۹۱) شمشیرباز زن اهل فرانسه است.